# Aepeomys reigi
El ratón de Yacambú (Aepeomys reigi) es un roedor de la familia Cricetidae endémico de Venezuela. Desde 2016 es una especie en estado vulnerable de acuerdo a la clasificación en la Lista Roja de la UICN. Fue nombrado en honor del biólogo argentino Osvaldo Alfredo Reig (1929–1992).